# Soul Street
«In Our Love» (español: «En nuestro amor») es el cuarto y último sencillo del segundo álbum de la cantante británica Caron Wheeler Beach of the War Goddess. La canción no alcanzó ninguna posición en las listas.